# Singles Collected
Singles Collected  è una raccolta del gruppo statunitense dei R.E.M. pubblicata nel 1994.

## Tracce
1. "Radio Free Europe (Edit)" – 3:11
2. "There She Goes Again" (Lou Reed) – 2:50
3. "So. Central Rain" – 3:16
4. "King of the Road" (Roger Miller) – 3:13
5. "(Don't Go Back To) Rockville (Edit)" – 3:54
6. "Catapult" (Live) – 3:55
7. "Cant Get There from Here (Edit)" – 3:13
8. "Bandwagon" (Bill Berry/Peter Buck/Mike Mills/L. Stipe/Michael Stipe) – 2:16
9. "Wendell Gee" – 3:02
10. "Crazy" (Bewley/Briscoe/Crowe/Lachowski) – 3:03
11. "Fall on Me" – 2:50
12. "Rotary Ten" – 2:00
13. "Superman" (G. Zekley/M. Bottler) – 2:52
14. "White Tornado" – 1:55
15. "The One I Love" – 3:16
16. "Maps And Legends" (Live) – 3:15
17. "It's the End of the World as We Know It (And I Feel Fine) (Edit)" – 3:11
18. "Last Date" (Floyd Cramer) – 2:16
19. "Finest Worksong" (Other Mix) – 3:47
20. "Time After Time Etc." (Live) – 8:22